# Boqueirão de Regino
Boqueirão de Regino, às vezes chamado simplesmente de Boqueirão, Buqueirão ou Boqueirão do Regino, é um povoado rural do município brasileiro de Paratinga, no interior do estado da Bahia, localizado a 28 km do centro urbano.

## História
O Boqueirão de Regino surgiu a partir da Fazenda Boqueirão, terra de mil hectares que era da propriedade de Antônio Felix da Costa, que residia em Guararapes, São Paulo. O cuidador das terras e procurador era Romualdo Alves Martins (1899–1969). Era um local de passagem obrigatória para pessoas que andavam em direção a povoados do Vale do Santo Onofre.
Em sua estrutura mais recente, o povoado está diretamente relacionado a Gabriel Pereira de Brito (1905–1948) e Cirila Rodrigues da Mata (1913–1962), casal de novos proprietários da Fazenda Boqueirão. Compraram-a em 1938 após saírem de uma região de Boquira (que, na época, era território de Macaúbas). As terras, vendidas com participação de Romualdo, foram adquiridas com testemunha de José Duarte Porto e Pompílio Magalhães Moreira, ambos ex-prefeitos de Paratinga. Gabriel morreu poucos anos após adquirir as terras, vítima de febre amarela adquirida em uma viagem a uma fazenda de Santa Maria da Vitória. Sua esposa, Cirila, morreu em dezembro de 1962, depois de contrair tuberculose de um dos filhos. O herdeiro majoritário das terras tornou-se o filho homem mais velho do casal, Regino, que tinha 14 anos na ocasião de morte do pai e 26 na da mãe.
Regino Pereira de Brito (1934–2001) foi um agricultor paratinguense e conhecido por constituir o povoado da forma como é conhecido nos dias de hoje. Herdeiro de parte das terras que abrangiam a região, suas posses se estendiam, também, ao aglomerado de serras que compõem o povoado. Após a morte de seu pai, aos seus 14 anos de idade, vários indivíduos e famílias chegaram e tomaram a maior parte de suas posses. Como eram muitas terras, Regino resolveu não causar conflitos com os novos moradores. Regino administrou as terras até sua morte, em março de 2001, na cidade de Brasília, após sofrer um acidente doméstico na zona urbana de Paratinga. Maior parte das terras ficaram sob a responsabilidade de seus irmãos, Balbina Brito (1938–), sua esposa, e dos doze filhos do casal.
O povoado possuiu, durante vários anos, a Escola Municipal Boqueirão de Regino. Com os anos, a unidade foi fechada.
Mais tarde, foi inaugurada a estrada do Boqueirão, que corta o povoado e as serras que a compreendem.
Mesmo após a morte de Regino e a presença de mais moradores, o local continua sendo conhecido pelo nome Boqueirão de Regino, e reconhecido pelo Instituto Brasileiro de Geografia e Estatística (IBGE).
O neto mais velho de Regino, Adriano Brito Martins, foi vereador do município por várias vezes e presidente da Câmara Municipal de Paratinga entre 2015 e 2016.

## Geografia e infraestrutura

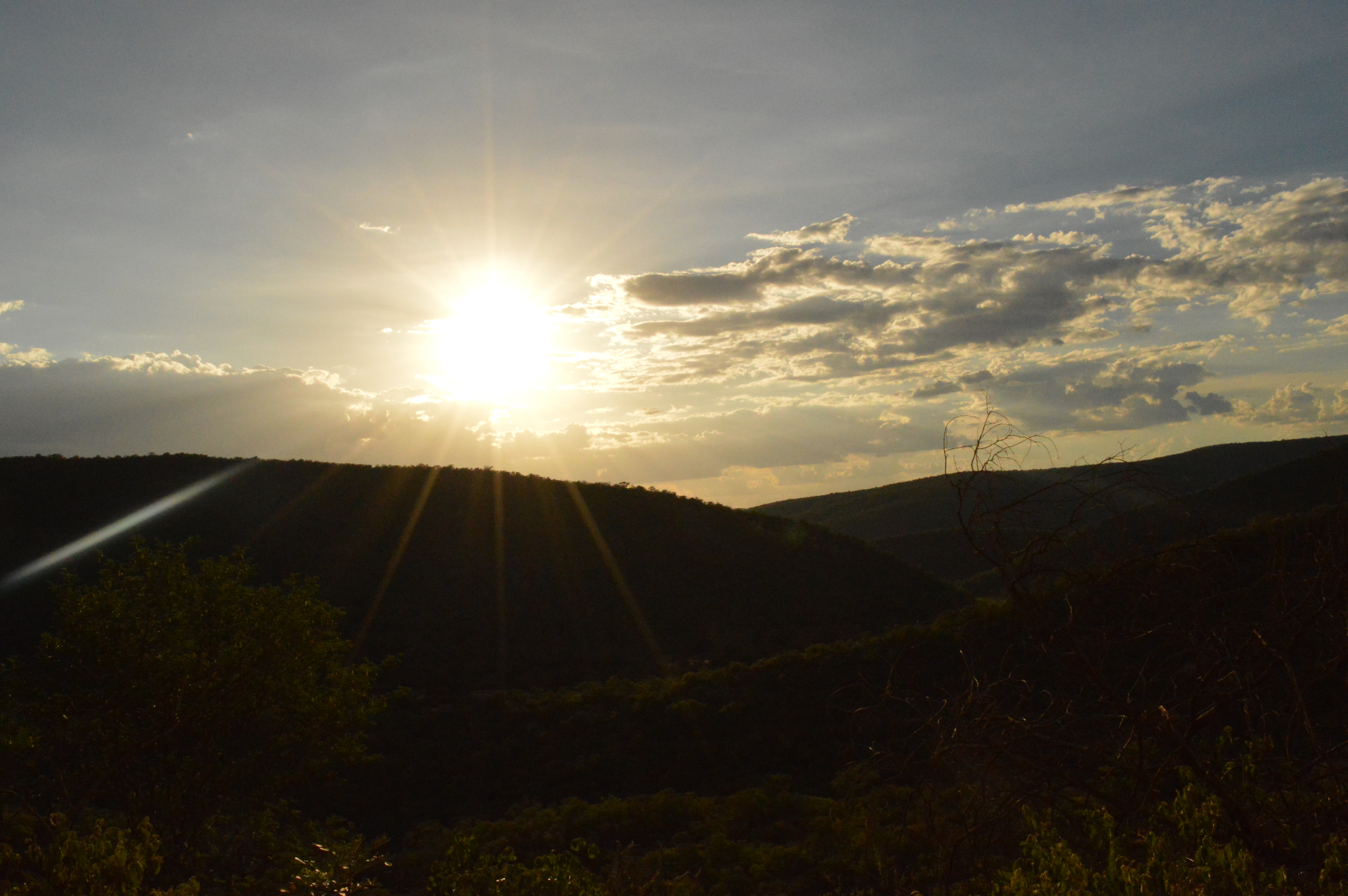
Serra do povoado, em janeiro de 2017.

Limita-se com um dos maiores povoados de Paratinga, o Agreste, ligados por uma estrada que sobe uma das serras e é conhecida como estrada do Boqueirão.
Caracterizado por ser uma região da caatinga, o Boqueirão de Regino contém um aglomerado de serras e um clima mais ameno em comparação ao centro urbano do município do qual faz parte, embora ainda seja caracterizado pela seca. Em 2008, o Ministério da Integração Nacional reconheceu, por meio da Portaria nº 1.173, de 12 de agosto de 2008, a situação de emergência no povoado, por conta da estiagem.
Em uma das serras há pinturas rupestres.
Com infraestrutura basicamente rural, o Boqueirão de Regino foi um dos últimos povoados a receber energia elétrica. A região recebeu o recurso através do programa federal Luz para Todos, em meados de 2011. A água é servida pela companhia de saneamento do município.